# Theodor-Heuss-Ring (Kiel)
Der Theodor-Heuss-Ring ist ein Abschnitt der Bundesstraße 76 in Kiel. Überregionale Aufmerksamkeit erlangte er durch Messungen von hohen Konzentrationen des giftigen Stickstoffdioxid, die den Grenzwert regelmäßig übersteigen.

## Verkehrssituation

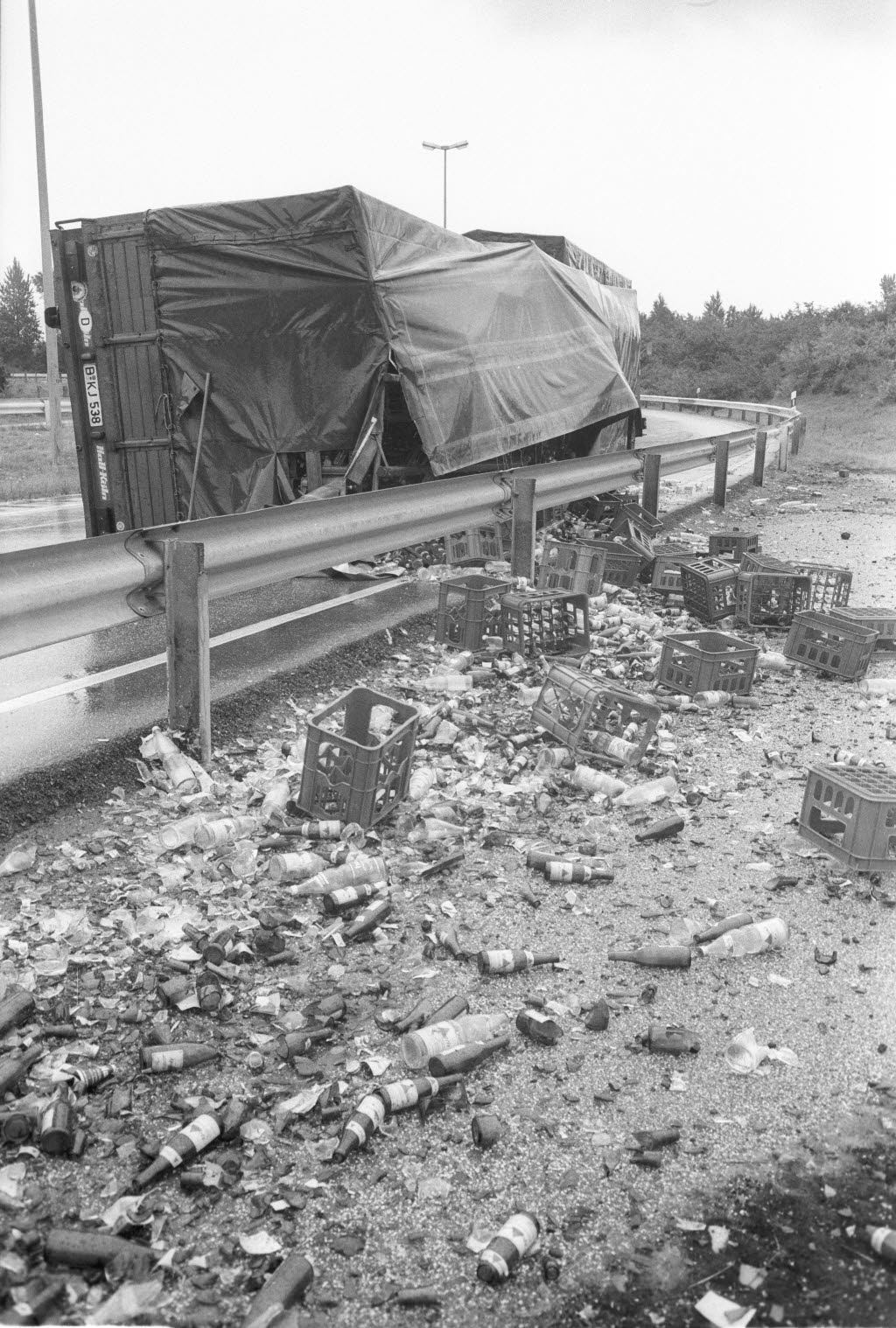
Verkehrsunfall 1976 (Auffahrt Westring)

Die Straße gehört mit der Frequentierung im Jahr 2007 von 97.000 Autos je Tag im südlichen Abschnitt und 90.500 im nördlichen Abschnitt zu einer der meistbefahrenen Verkehrswege Kiels. Sie führt durch mehrere Verkehrsknotenpunkte in nur einem geringen Abstand.
Der Verkehrsentwicklungsplan für Kiel von 2008 bezeichnet den Theodor-Heuss-Ring als „auf ganzer Länge […] eine höchst belastete vierstreifige Hauptverkehrsstraße“. Es wurden Planungen gemacht, um in südlichen Abschnitt die Frequentierung bis 2020 auf 85.000 zu senken. Weitere Verbesserungen würden laut Plan sowohl die Sicherheit und den Verkehrsfluss erleichtern, als auch das nachgeordnete Netz verbessern. Solche Maßnahmen wären mehr Fahrstreifen sowie Tunnel und Brücken.
Mit dem Waldwiesenkreuz liegt ein Unfallschwerpunkt mit im Jahr 2017 acht Unfällen (2015: 11) auf der Strecke.

## Geschichte
1964 wurde die damalige Friesenstraße nach dem ersten Bundespräsidenten und Ehrenbürger der Stadt, Theodor Heuss, in Theodor-Heuss-Ring umbenannt. Gleichzeitig wurde eine Verlängerung so bezeichnet. Die Straße wurde im Folgenden ausgebaut. Die ehemalige Segeberger Straße ging 1973 auch in den Theodor-Heuss-Ring auf, wodurch nun der Straßenverlauf bis zum Ostring so benannt war.

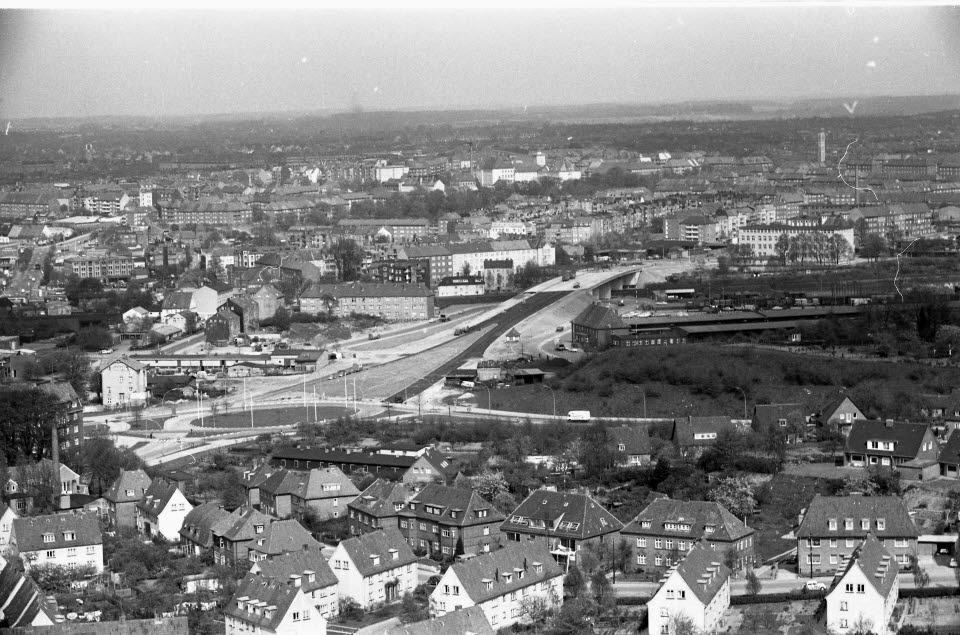
Blick auf den heutigen Theodor-Heuss-Ring vom Alten Fernmeldeturm (Mai 1963)
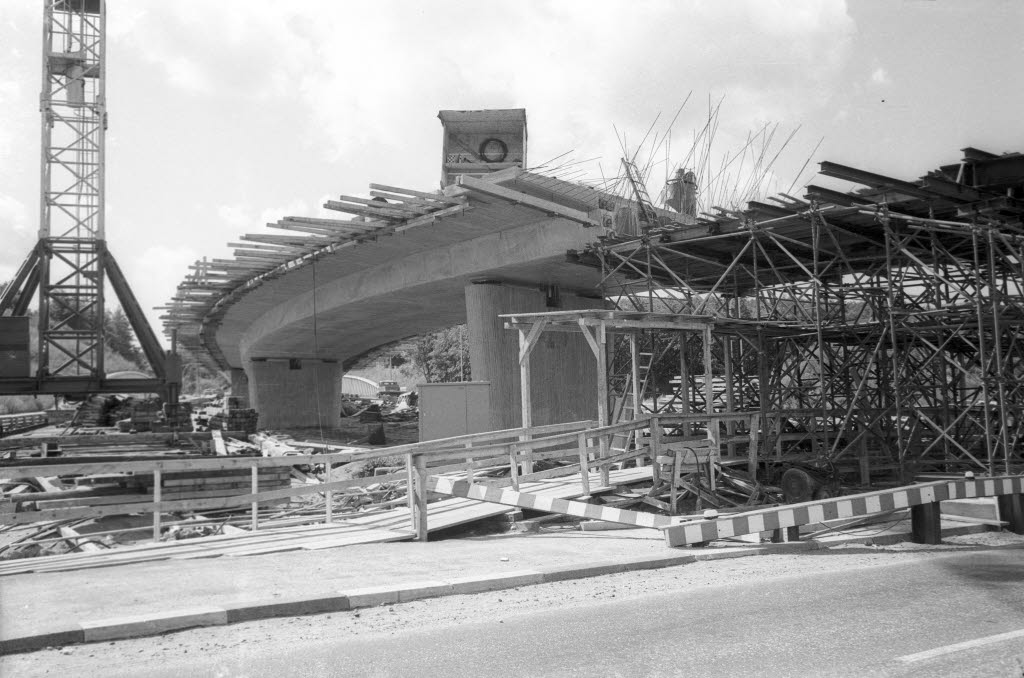
Bau am Barkauer Kreisel 1970 (Überflieger)
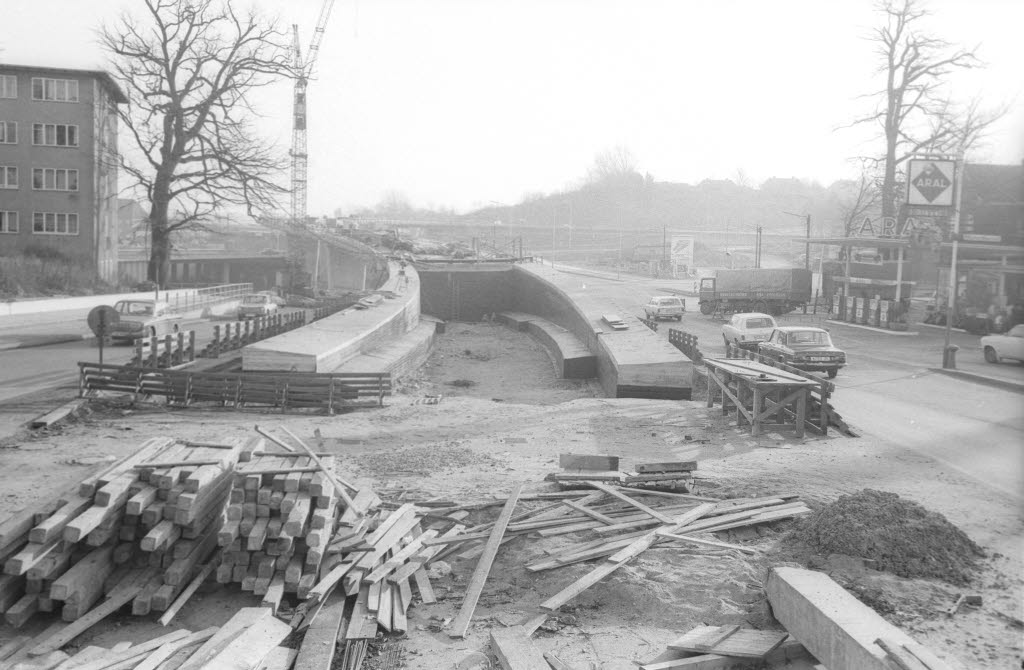
Bau am Barkauer Kreisel 1971
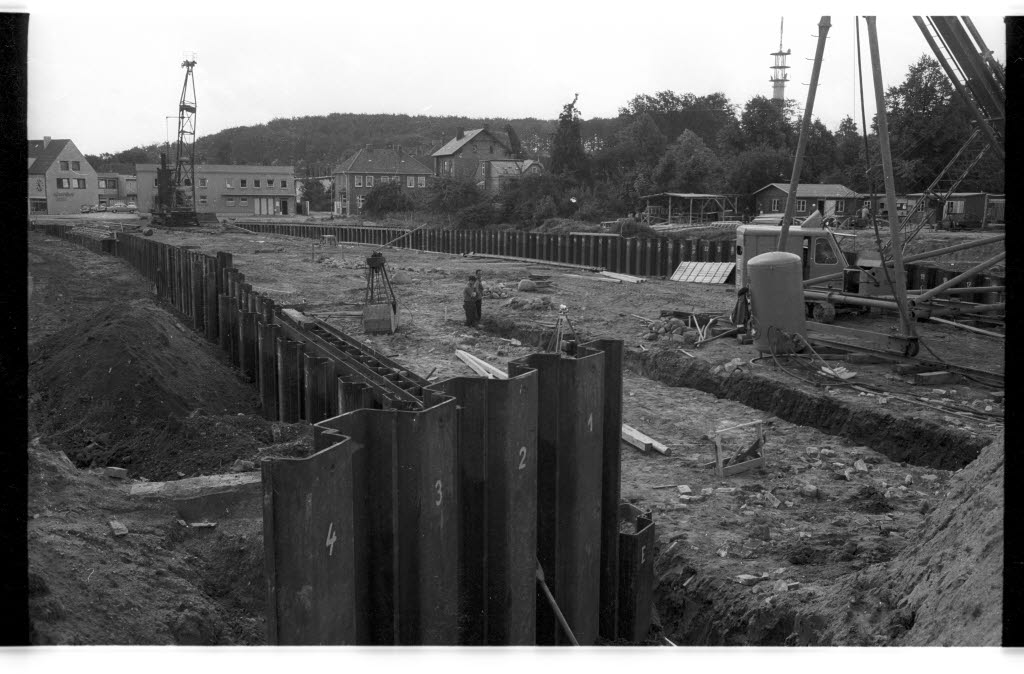
Bau am Waldwiesenkreisel 1966
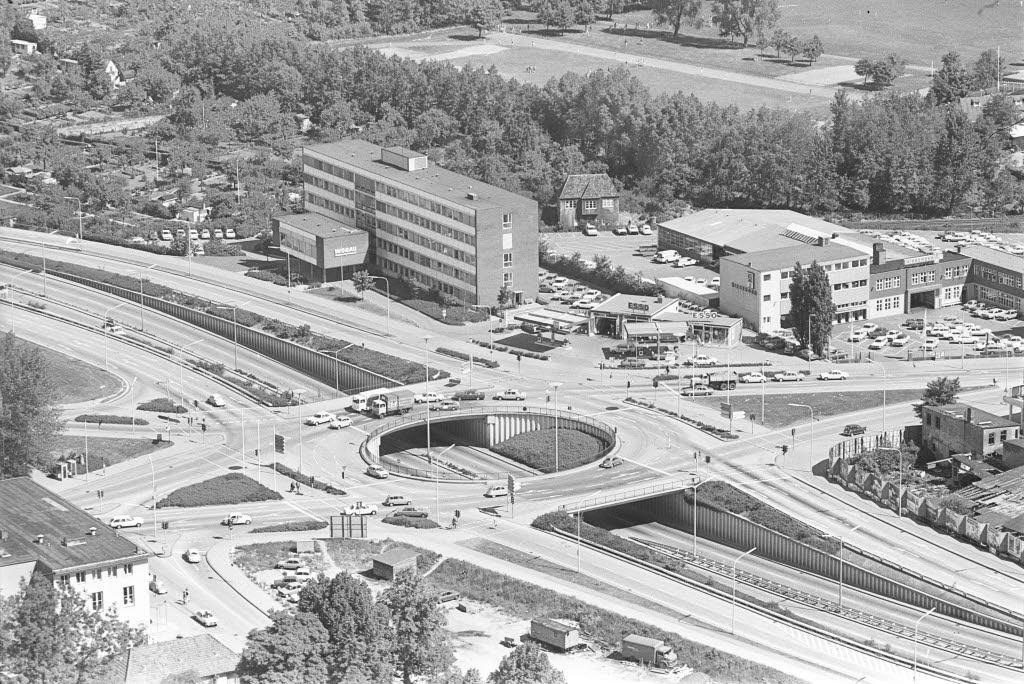
Waldwiesenkreisel 1975
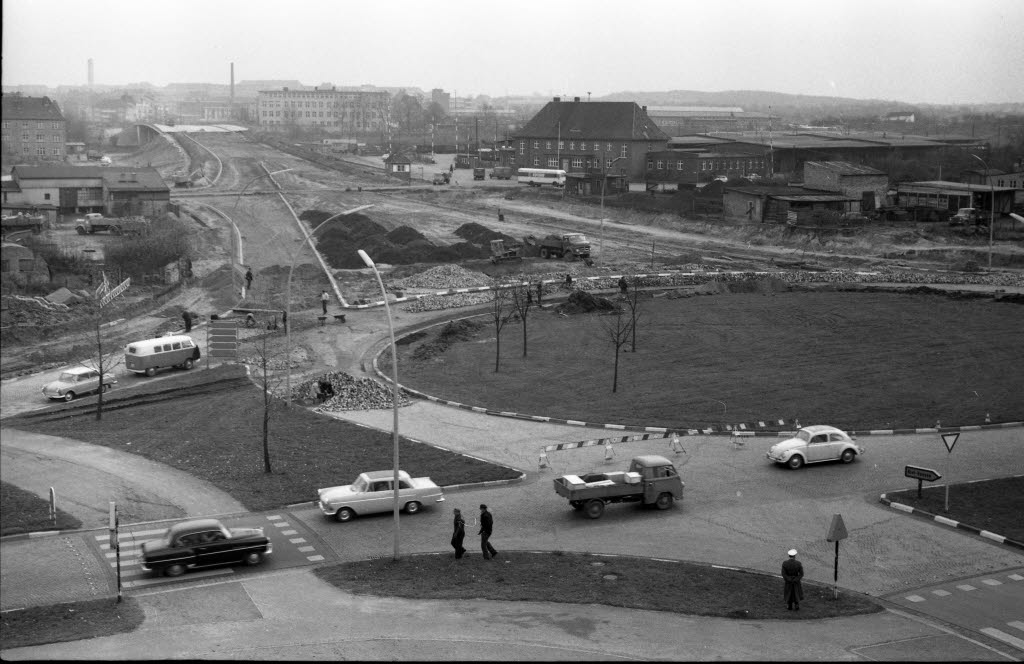
Auffahrt zur Friesenbrücke

## Luftqualität

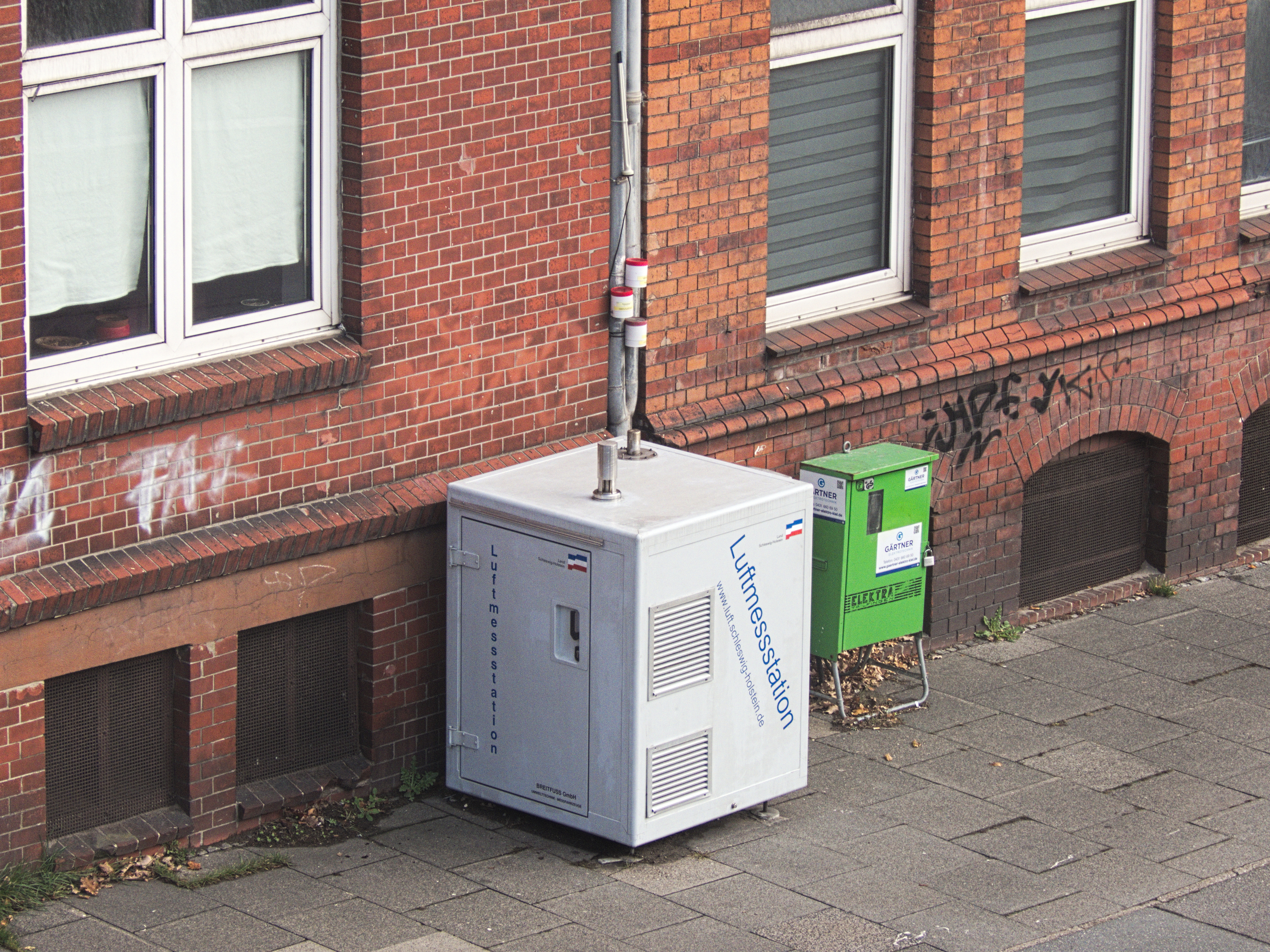
Messstation, darüber sind Passivsammler zu sehen

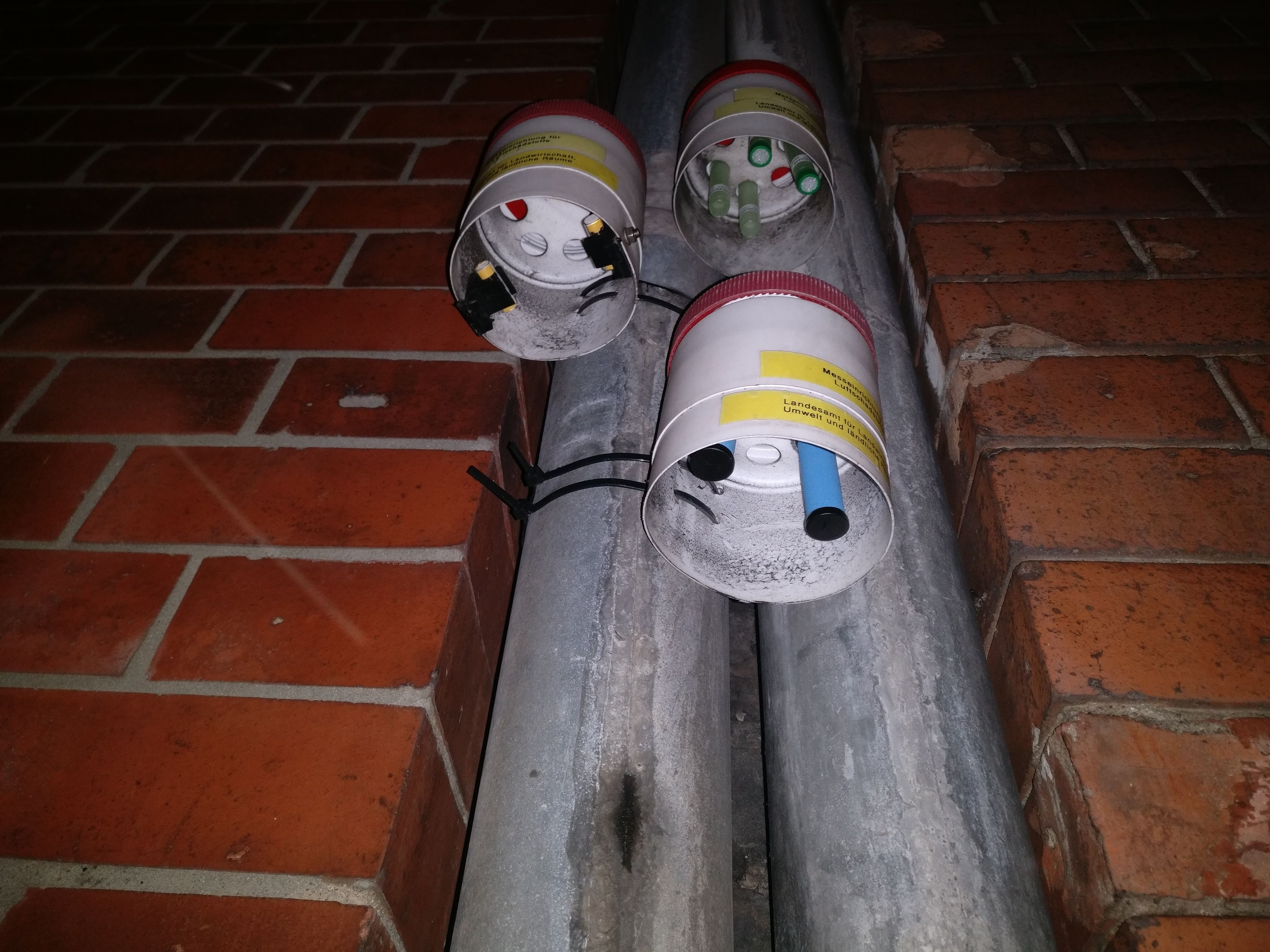
Passivsammler der Messstation im Detail

Ein-Stunden-Mittelwert (Mittel in den Jahren 2017 und 2018)

Ein-Stunden-Tagesmaxima (Mittel in den Jahren 2017 und 2018)

Zwischen dem Barkauer Kreuz und dem Waldwiesenkreuz befindet sich seit dem 18. Mai 2011 eine Messstation, um möglicherweise hohe Luftschadstoffkonzentrationen zu ermitteln. Gemessen wird unter anderem Stickstoffdioxid, das besonders für die Lungen von Kindern und Jugendlichen gefährlich ist und Allergien verstärken kann.
Der EU-Richtwert der mittleren Stickstoffdioxid-Konzentration von 40 µg/m³ wurde hier bis 2019 regelmäßig überschritten.
| Jahr                      | 2013 | 2014 | 2015 | 2016 | 2017 | 2018 | 2019 | 2020 | 2021 | 2022 | 2023 | 2024 |
| ------------------------- | ---- | ---- | ---- | ---- | ---- | ---- | ---- | ---- | ---- | ---- | ---- | ---- |
| Jahresmittelwert in µg/m³ | 67   | 64   | 65   | 65   | 56   | 60   | 49   | 34   | 38   | 36   | 32   | 30   |
|                           |      |      |      |      |      |      |      |      |      |      |      |      |

Die Messstation wird durch mehrere Passivsammler ergänzt, die die Messwerte bestätigen. Gleichzeitig zeigen diese, dass die Südfahrbahnseite nicht so stark belastet ist und die Grenzwerte schon in geringer Entfernung von der Fahrbahn eingehalten werden.
In der Nähe befindet sich auch die Messstation Bahnhofsstraße, bei der von 2015 bis 2017 der Grenzwert von 40 µg/m³ knapp überschritten wird, nach vorläufigen Daten wurde er 2018 mit 39 µg/m³ nicht überschritten. Vor 2012 lag der Wert über 50 µg/m³.
Aufgrund der Überschreitung bei der Messstation am Theodor-Heuss-Ring reichte im Dezember 2017 die Deutsche Umwelthilfe Klage beim Verwaltungsgericht Schleswig ein. Geklagt wurde, weil bislang unzureichend Maßnahmen zur Senkung der Stickstoffdioxid-Konzentration (wie zum Beispiel eine City-Maut, mehr Tempo-30-Zonen und weniger Parkplätze, sowie Fahrverbote) ergriffen wurden. Da das Verwaltungsgericht sich nach einem Jahr für unzuständig erklärte, wurde die Sache an das Oberverwaltungsgericht Schleswig übergeben.
Nachdem seitens der Stadt und des Ministerpräsidenten Daniel Günther zunächst die Emissionen aus den Schornsteinen der Kreuzfahrtschiffe als mitursächlich vermutet wurden, stellte das Umweltschutzamt klar, dass es keinen Zusammenhang gibt.
Der Fraktionschef der CDU im Schleswig-Holsteinischen Landtag Tobias Koch kritisierte den Standort der Messstation, der die rechtlichen Vorgaben nicht einhalten würde. Das Land habe die EU-Vorgaben „übererfüllt“. Überprüfungen der Kieler Nachrichten zufolge erfüllt der Standort die Vorgaben.
Obwohl Oberbürgermeister Ulf Kämpfer im Dezember 2017 Fahrverbote als „unverhältnismäßig“ kritisiert hatte, gab es im Dezember 2018 Pläne der Stadt für ein Rechtsfahrverbot für alte Diesel. Daneben plant die Stadt Umleitung von LKWs und eine Tempo-50-Zone. Die Deutsche Umwelthilfe wies die Planungen als „lächerlich und unseriös“ zurück.
Im Februar 2019 wurde zu Testzwecken für einige Wochen ein Luftreinigungsgerät am Fahrbahnrand aufgestellt. Die Positionierung, 40 m von der Messstation entfernt, führte zu Irritationen und blockierte zudem einen Fahrradweg.
Im März 2019 wurden die Maßnahmen vonseiten der Stadt präzisiert: Es sollen zwischen Anfang der Osterferien bis Ende der Sommerferien unter anderem die Höchstgeschwindigkeit auf 50 Kilometer je Stunde gesenkt werden. Außerdem wurden ab 16. April 2019 mehrere Zu- und Auffahrten (Ratzeburger Straße, Dithmarscher Straße, Krusenrotter Weg, Dorotheenstraße, Lübscher Baum) komplett gesperrt, wobei die Zufahrt an der Bahnhofstraße nur für LKWs gesperrt wird, die insgesamt umgeleitet werden sollen.
Ein mögliches Rechtsfahrverbot wurde bis zur möglichen Aufnahme in den neuen Luftreinhalteplan zurückgestellt. Eine Verbesserung der Sicherheit für Radfahrende ist auch geplant. Daneben werden auch Titanoxyd-Steine verlegt, die Schadstoffe binden sollen. Insgesamt kosten die Maßnahmen knapp über 2 Millionen Euro.
Der Test der Filteranlage sei laut der Betreiberin erfolgreich gewesen. So seien die Messwerte selbst auf ein Fünftel gesenkt worden. Diese Senkung bezieht sich allerdings nur auf Messergebnisse an der Reinigungsanlage selbst. Die Betreiberin geht davon aus, dass mit sechs Stadtluftreinigern dieser Art die Stickstoffdioxid-Belastung auf den fraglichen 190 Metern um etwa zehn Prozent reduziert werden kann.

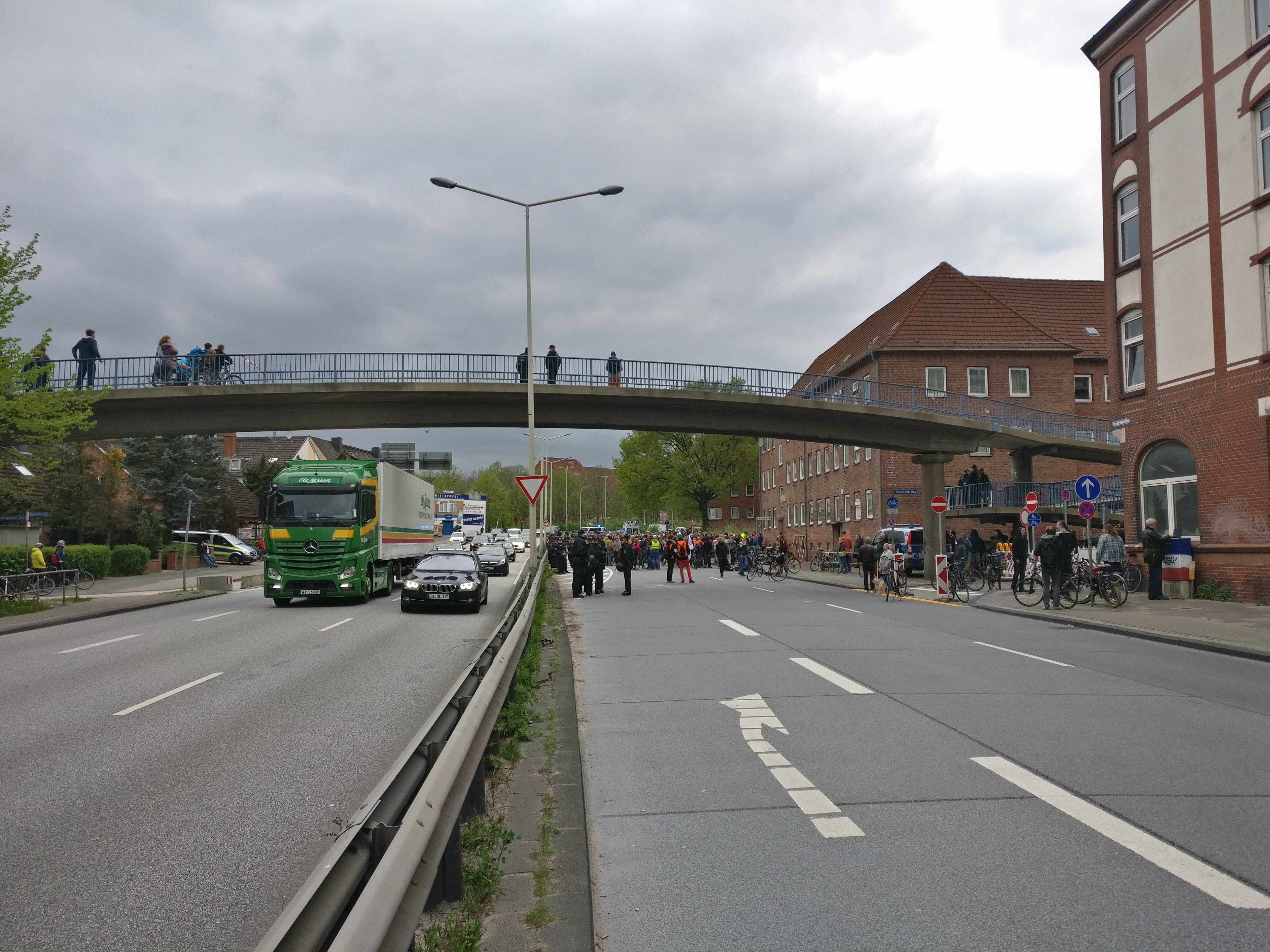
Einseitige Sperrung während der Demonstration

Am 26. April 2019 kam es in Kiel zu einer Demonstration gegen Autos in der Stadt, bei der mehr als 1600 Teilnehmende für eine Verkehrswende und mehr Lebensqualität in der Stadt protestierten. Dabei kam es zu einer Teilsperrung der nördlichen Fahrbahn des Theodor-Heuss-Ringes, die von mehreren Politikern und vom Automobilclub ADAC kritisiert wurde, der Fahrradclub ADFC unterstützte dagegen die Ziele. Eine Sitzblockade von fast 70 Personen am Rande der Demonstration verzögerte die Aufhebung der Straßensperrung für mehrere Stunden. Die im Vorfeld für das weitere Umland gefürchteten Verkehrsbeeinträchtigungen durch die Demonstration traten nicht ein.
Im Jahr 2022 wurde der Grenzwert mit einem Jahresmittelwert von 36 µg/m³ Stickstoffdioxid das dritte Jahr in Folge unterschritten.